# Diéresis
La diéresis (¨), también llamada crema, es un signo ortográfico auxiliar y diacrítico del alfabeto latino que consiste en dos puntos puestos en medio de la línea del asta ascendente y de la altura de la x (a la misma altura que el puntito de la i). 
Se encuentra a la misma altura que otros signos auxiliares como la tilde o el apóstrofo. Al igual que la tilde, se agrega principalmente a las vocales; aunque, en el caso de la i, se reemplaza su puntito por este signo.
En el idioma español tiene dos posibles usos lingüísticos: en ortografía y en métrica.

## Etimología
Diéresis proviene del latín diaerĕsis, y este del griego διαίρεσις "división". Lo más probable es que crema sea un malapropismo del francés tréma, que proviene del griego τρῆμα trêma, quizá como un resultado de la confusión lingüística con la crema (alimento).

## Usos en el español

### Ortografía
En español, debe colocarse obligatoriamente sobre la U para indicar que esta vocal se pronuncia al representar las combinaciones /gue/ y /gui/, como en vergüenza, pingüino. De igual forma, al escribir en mayúsculas también debe escribirse la diéresis: BILINGÜE, LINGÜÍSTICA. 
En ediciones actuales de textos antiguos no modernizados, también puede encontrarse este signo escrito sobre la U en las combinaciones "qüe", "qüi" con esta misma finalidad: qüestión, qüistión (en lugar de la forma actual cuestión).

### Poesía
En textos poéticos, en función de métrica, la diéresis puede colocarse sobre la primera vocal de un diptongo para indicar que las vocales que lo componen deben pronunciarse en sílabas distintas; así, la palabra a la que afecta y, en consecuencia, el verso en que aparece cuentan con una sílaba más a efectos métricos: «¡Oh! ¡Cuán süave resonó en mi oído / el bullicio del mundo y su rüido!» (Espronceda Diablo [Esp. 1840-41]). Esta licencia poética se llama también diéresis, aunque es más común el nombre de dialefa.

## Usos en otros idiomas

### Portugués
Hasta 2008, en el portugués de Brasil se usaba la diéresis exactamente como en el idioma español en palabras como lingüiça (butifarra) y pingüim (pingüino), además también se usaba cuando la U se pronuncia en las sílabas QUE y QUI en palabras como freqüência (frecuencia) y qüinqüênio (quinquenio), pero en el portugués de Portugal y en sus antiguas colonias se dejó de usar en 1945.
Su reciente desaparición del portugués brasileño se debe al Acuerdo ortográfico de la lengua portuguesa de 1990, cuyo objetivo era crear una ortografía unificada para el portugués. En este tratado fue decidido que para simplificar el portugués, la diéresis sería completamente abolida en el portugués de Brasil, así como ya había sido abolida en Portugal y los territorios africanos y asiáticos desde 1945. Los que hicieron este acuerdo lo juzgaron inútil, puesto que de acuerdo con ellos, ya había en el portugués "diptongos en el idioma que no necesitan la diéresis para indicar al lector si la U debe pronunciarse o no, como en lingua y quente. En el primer caso, se sabe que la U debe pronunciarse y no en el segundo. Este hecho no tiene que ver con la ortografía sino con la fonética, es decir, con la forma de decir y no con la forma de escribir, haciendo innecesaria la diéresis."
Este acuerdo vino a la fuerza en Brasil en 2008, posteriormente su uso de 2008 hasta 2015 se quedó como opcional y después de 2015 fue definitivamente abandonado; sin embargo, las palabras que tenían la diéresis todavía continúan siendo pronunciadas como antes. Actualmente, la diéresis solamente es usada en el portugués en nombres propios de origen extranjero, así como sus derivados, ejemplos incluyen Bündchen, Müller, Schröder y mülleriano.
La diéresis en el portugués era más conocida como trema, pero también era llamada diérese en textos más formales.

### Aimara y quechua
En aimara y en quechua central la diéresis indica un alargamiento vocálico, como en pä.

### Euskera
En euskera, en el dialecto suletino, se usa la Ü para pronunciarla como la U francesa (AFI [y]).

### Francés, neerlandés, galés y griego.
En francés y neerlandés, la diéresis sirve para indicar que, en un par de vocales, la segunda debe ser pronunciada de forma separada en lugar de formar parte de un diptongo o ser muda, como es el caso del francés aigu /e:'gy/ (agudo) que pasa al femenino como aiguë /e:'gy/, puesto que sin diéresis sería /e:g/; o el adjetivo naïf /na'if/, sin diéresis sería /ne:f/. En el francés también se emplea para indicar la silabificación, por ejemplo, Gaëlle y païen. Se llama tréma en francés y trema o deelteken en neerlandés. 
El idioma galés también usa la diéresis para este propósito, al indicar generalmente la vocal más fuerte. 
La ÿ se emplea en el griego transcrito en alfabeto latino, donde representa la sílaba no diptongada αυ (alfa úpsilon), como en el nombre persa Artaÿctes al final del Heródoto [cita requerida]. La ÿ también es escasamente vista en algunos sustantivos propios franceses como en el nombre del suburbio parisino l'Haÿ-les-Roses.

### Gallego
En gallego la diéresis tiene dos funciones. Se usa en las sílabas güe y güi para indicar que la u no es muda, como en mingüedes (disminuyáis) o antigüidade (antigüedad). Asimismo, la diéresis se utiliza sobre la i de la raíz verbal en la primera y segunda personas del plural de los copretéritos de indicativo de los verbos terminados en -aer, -aír, -oír y -uír, ya que es átona pero forma sílaba de por sí. Por ejemplo: caïamos (ca-i-á-mos, que significa "caíamos"); saïades (sa-i-á-des, "salíais"); oïamos (o-i-á-mos, "oíamos"); construïades (cons-tru-i-á-des, "construíais"). En el caso de los verbos acabados en -aer, -aír y -oír, la diéresis permite además distinguir estas formas de copretérito de las del presente de subjuntivo, que sí forman diptongo: caiamos (ca-ia-mos, caigamos); saiades (sa-ia-des, "salgáis"); oiamos (o-ia-mos, "oigáis"). En los verbos acabados en -uír, sin embargo, no existiría tal posibilidad de confusión, ya que la raíz del verbo pierde la <i> en el presente de subjuntivo: costruïades ("construíais") y construades ("construyáis").

### Inglés
En inglés, a pesar de no utilizar diéresis ni otros acentos gráficos, los suelen respetar en los préstamos lingüísticos. A veces se usa opcionalmente en palabras nativas para indicar que cada vocal se pronuncia separadamente en dos sílabas, como en coöperate, reënact (en lugar de como "u" e "i" como ocurre cuando se encuentran juntas) siendo la razón por la que el género extinto Troödon fue descrito inicialmente con diéresis (cuando en taxonomía no se admiten tales signos); y también en el apellido Brontë, pero esta no es una práctica común desde los años 1940. La revista The New Yorker se distingue por ser una de las pocas publicaciones que continúan escribiendo la palabra coöperate con diéresis. El nombre neerlandés "Zoë" y la palabra prestada alemana "über" típicamente se escriben con diéresis en inglés, pero esto es opcional.

### Catalán
En catalán la diéresis también tiene dos funciones. Como en el español, se usa en las sílabas güe y güi y en las sílabas qüe y qüi para indicar que la u se pronuncia formando un diptongo con la siguiente vocal. Por ejemplo, en la palabra aigües (aguas) y en qüestió (cuestión). También, como en el francés, la diéresis se utiliza sobre la i y la u tónica para indicar que no forman un diptongo con la vocal contigua. Por ejemplo, en veïna [bə'inə] (vecina, femenino), diürn [di'urn] (diurno).

### Alfabeto cirílico
En los alfabetos Altay, Mari y los tártaros keräşenos, las letras cirílicas А, О y У con diéresis se usan para los sonidos de ä, ö y ü desde el siglo XIX. El antiguo alfabeto cirílico, usado para escribir el antiguo eslavo eclesiástico, también utilizaba la diéresis. En el idioma udmurto, la diéresis se emplea en las letras consonantes З y Ж.
En ruso, es frecuente usar la Ё para representar la vocal o palatalizada. Sin embargo, su uso es discrecional, ya que la Е también puede representar ese sonido.

## Signos similares

### Umlaut
En el idioma alemán existe una forma especial para las vocales, que se denomina Umlaut (um- = cambio, transformación, Laut = sonido) y se usa para indicar un cambio en la pronunciación de las vocales a, o y u. El umlaut evolucionó de las ligaduras æ y œ a una 'e' Sütterlin escrita sobre la letra, lo que parecía ser dos puntos o dos barras verticales. El umlaut puede ser sustituido por ae, oe y ue cuando el teclado que se está utilizando no dispone de diéresis; pero no pueden ser sustituidas por las vocales a, o y u, salvo en nombres propios o apellidos. Internacionalmente, es frecuente encontrar el nombre de pila alemán "Günther" transformado en Guenther o incluso Gunter (siendo Gunter incorrecto en la ortografía alemana). El apellido alemán más común Müller se encuentra como Mueller o incluso Muller (siendo Muller incorrecto en la ortografía alemana).

### Otras ligaduras evolucionadas
En los idiomas finés, húngaro, estonio y turco e idiomas escandinavos hay caracteres que aparentan como umlauts alemanas (ä, ö y ü) y representan sonidos similares a los sonidos correspondientes en alemán. A pesar de esto, son considerados como letras, como la å. Esta es la razón por la que, a diferencia del idioma alemán, no es correcto reemplazarlas por æ u œ. El umlaut, particularmente en la letra u se usa en la transcripción de idiomas que no utilizan el alfabeto latino, como el chino. Por ejemplo, 女 (relativo a la hembra, femenino) se transcribe como nü.  
En el mapudugún la ü representa una vocal cerrada posterior no redondeada /ɯ/ o una vocal cerrada central no redondeada /ɨ/.
En el luxemburgués, los puntos sobre la primera 'e' representan una "schwa" enfatizada. Como el idioma usa el signo para enfatizar, no puede ser utilizado para modificar la u, por lo que tiene que ser reemplazada por ue. En albanés la ë tiene el valor de schwa /ə/.
Como estos usos del signo no provocan una variación gramatical ni modificación silábica, no son casos de umlaut propiamente dichos. Por eso es incorrecto llamarlos umlaut.
En neerlandés, la letra IJ se escribe en ocasiones como Ÿ/ÿ (además de las formas Y/y), aunque esto no es común, y se consideran las grafías IJ/ij como más correctas; existe también un carácter único en Unicode, Ĳ/ĳ para representar el mismo sonido, pero su uso es desaconsejado y muy poco común. Nótese que en afrikáans (idioma derivado del neerlandés) la y corresponde y es pronunciada como la ij neerlandesa.
Otras ligaduras evolucionadas incluyen la letra W (doble v ó doble u), æ, y la ß alemana.

## Disposición de las teclas
En las distribuciónes de teclado hay muchas variedades. En el primer ejemplo abajo la diéresis ¨ se encuentra a la derecha de la letra p, en el segundo a la derecha de la letra ñ. También puede ser que se encuentre dos teclas a la derecha de la letra p. Se consigue la ¨ con la tecla mayús apretada. Así que la ü se escribe con tecla mayús+¨ seguido por la u, y la Ö se escribe con tecla mayús+¨ seguido por tecla mayús+o respectivamente.
Teclado IBM PC/Compatible IBM PC/Microsoft Windows (distribución latinoamericana).
Teclado IBM PC/Compatible IBM PC/Microsoft Windows (distribución española).